# 大畑駅 (青森県)
大畑駅（おおはたえき）は、かつて青森県下北郡大畑町大畑庚申堂（現・むつ市大畑町庚申堂）に存在した下北交通大畑線の駅（廃駅）。
大畑線の廃止により2001年（平成13年）4月1日に廃駅となった。大畑線の終着駅であり、本州最北の駅であった。駅舎は鉄道廃止後、同社の大畑出張所として使われている。

## 歴史
- 1939年（昭和14年）12月6日：鉄道省大畑線の駅として開業[1]。
- 1972年（昭和47年）3月15日：旅客扱いを日本交通観光社に委託。
- 1975年（昭和50年）1月23日：貨物扱いを日本交通観光社に委託。
- 1984年（昭和59年）2月1日：貨物扱い廃止[1]。
- 1985年（昭和60年）7月1日：日本国有鉄道から下北交通に転換[1]。
- 2001年（平成13年）4月1日：下北交通大畑線廃止により廃駅となる。

## 駅構造

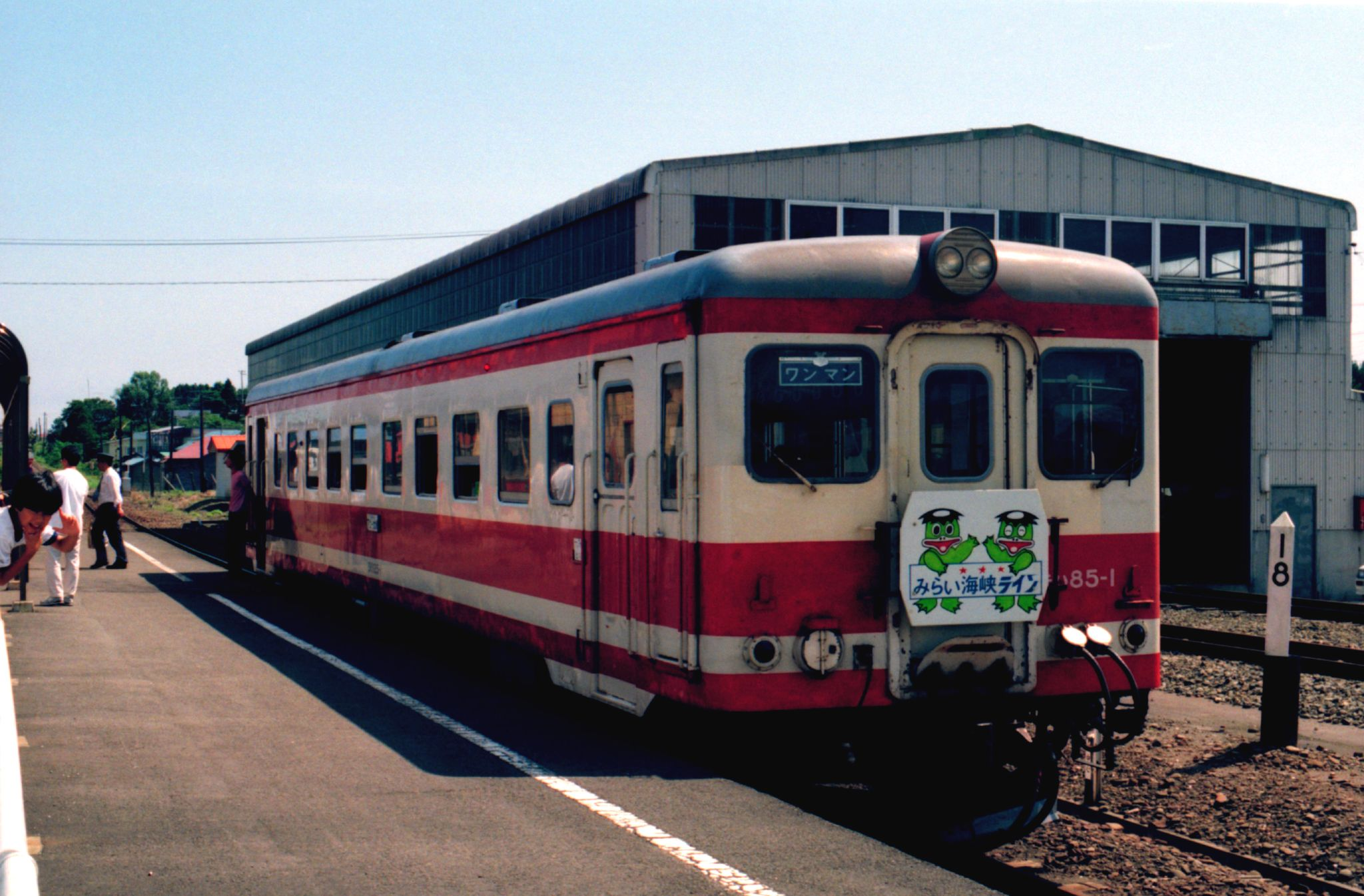
大畑駅に停車するキハ85（1996年8月）

- 片面1面1線。その他、引き込み線と留置線（2線）、車庫（保守基地）があった。
- 駅舎は下北交通鉄道部とバス部門の大畑出張所が一緒になっていた。なお、バス出札窓口と鉄道出札窓口は別々に設置されていた。その他、売店があった。

## 廃止後（大畑出張所）
廃止後もバス部門の大畑出張所が残り、バス待合所及びバス出札窓口が使用されている。鉄道廃止後しばらくは売店も営業を継続していたが、のちに閉店し跡地がそのまま残っている。
バス出札窓口は9時00分 - 11時50分、12時30分 - 16時50分の営業で、水・土曜が定休日となっている。窓口営業時間内に限り、案内放送を行っている。バス乗務員の出退勤点呼などの労務管理も行っているため、出張所社員（運行管理者）は毎日常駐する。
バス停は「大畑駅」のまま名称を変更せずそのまま利用されており、大間、佐井方面、むつバスターミナル、下北駅方面等のバスが発着している。また、奥薬研方面のデマンドタクシーも発着する。

## 車両の動態保存
ホームや構内の線路、車庫は廃止後も残されており、大畑線で使用されていたキハ85形気動車（旧 国鉄キハ22形）の動態保存に活用されている。毎年4月から11月までの第3日曜日、日本航空（旧 日本エアシステム）のパイロットたちで結成された鉄道愛好会「NPO法人 GEMBU:大畑線キハ85動態保存会」が、点検を兼ねてキハ85形の運転会を行っている。

## ギャラリー

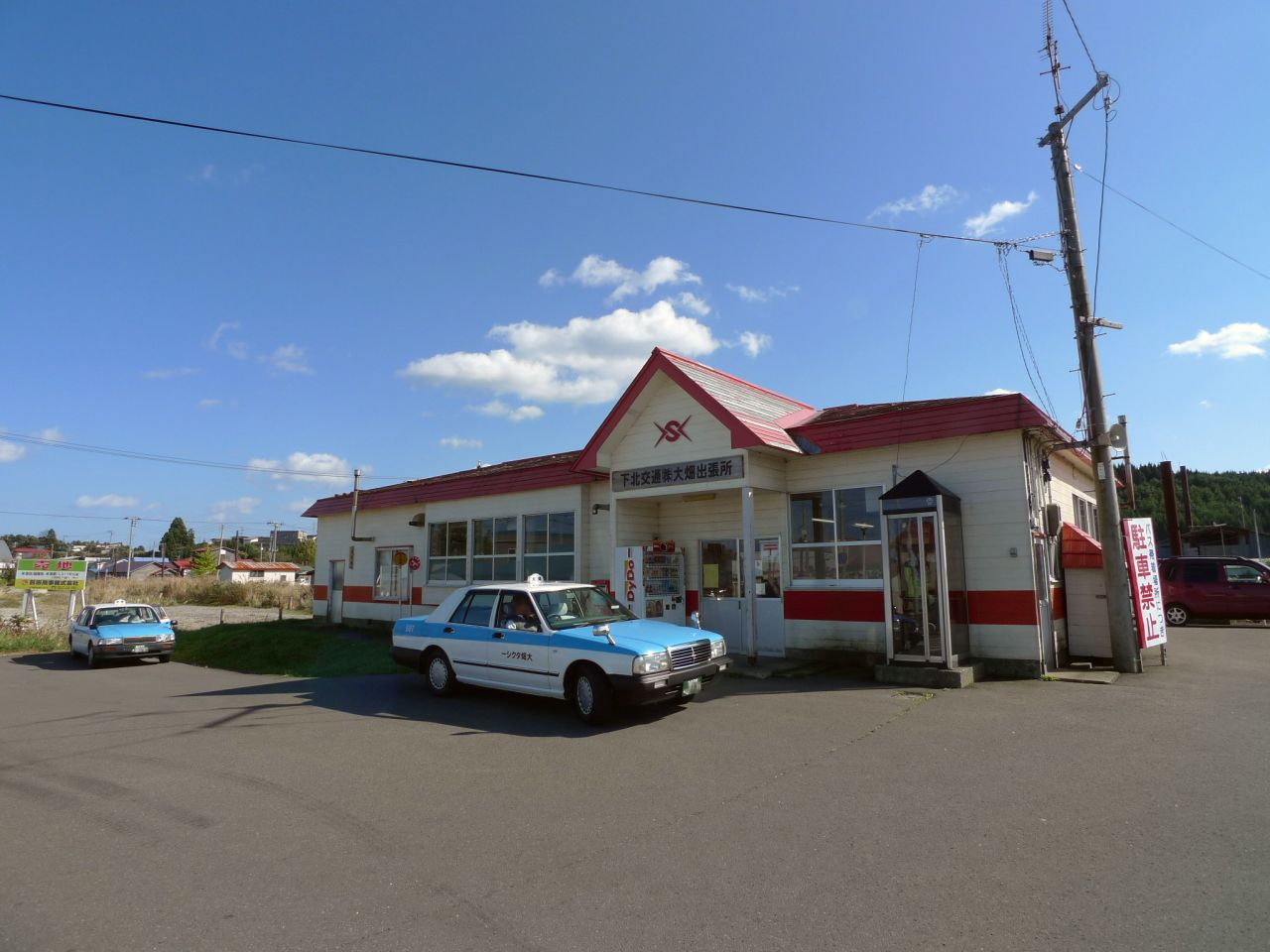
鉄道廃止後の駅舎（2008年10月）
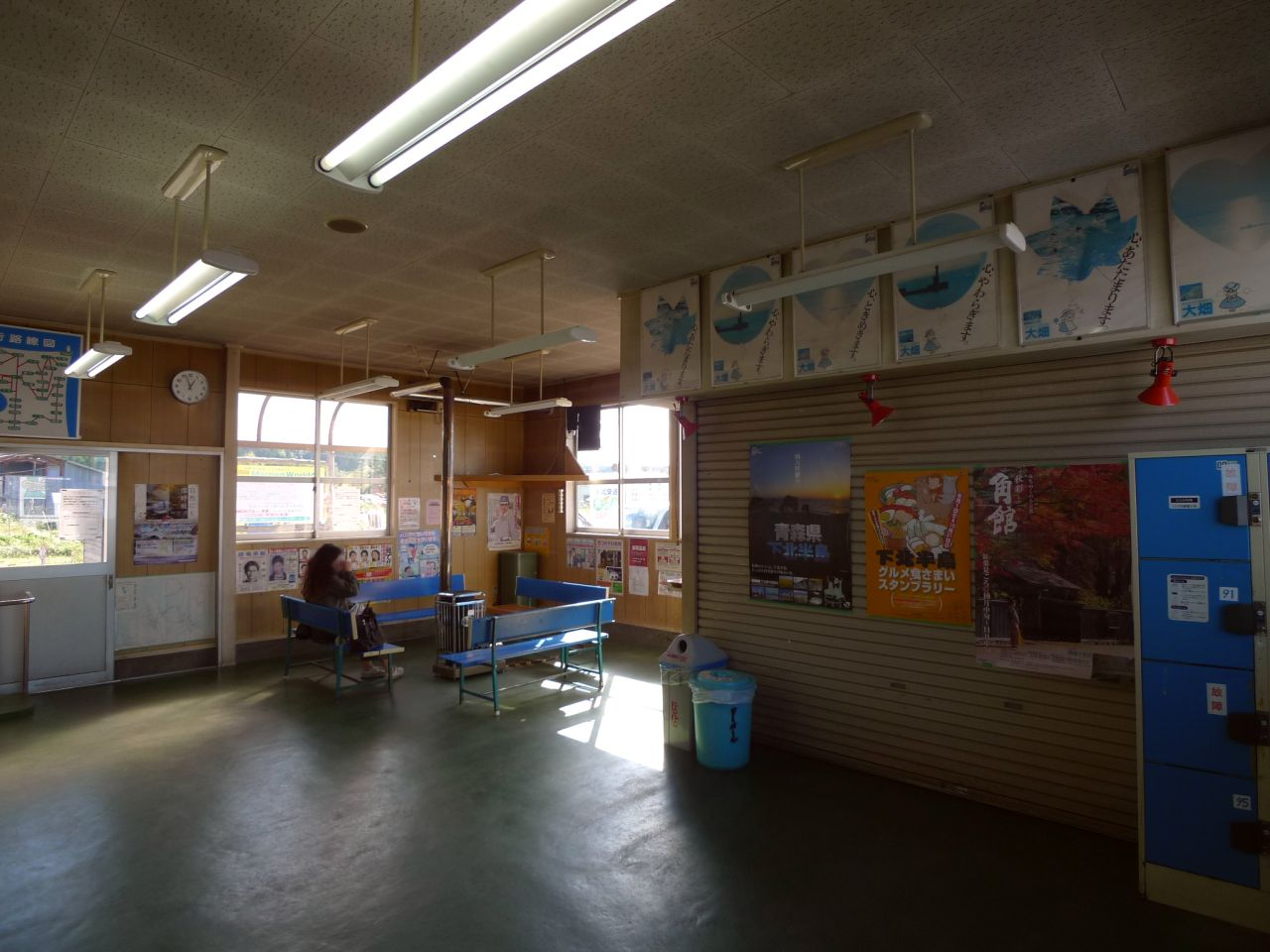
駅舎内部（2008年10月）
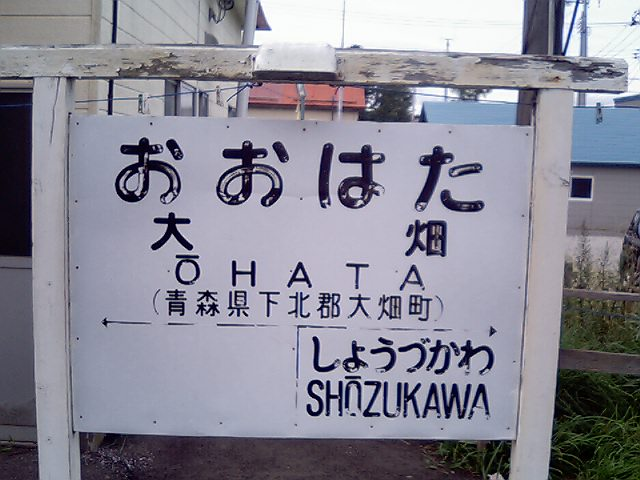
駅名標
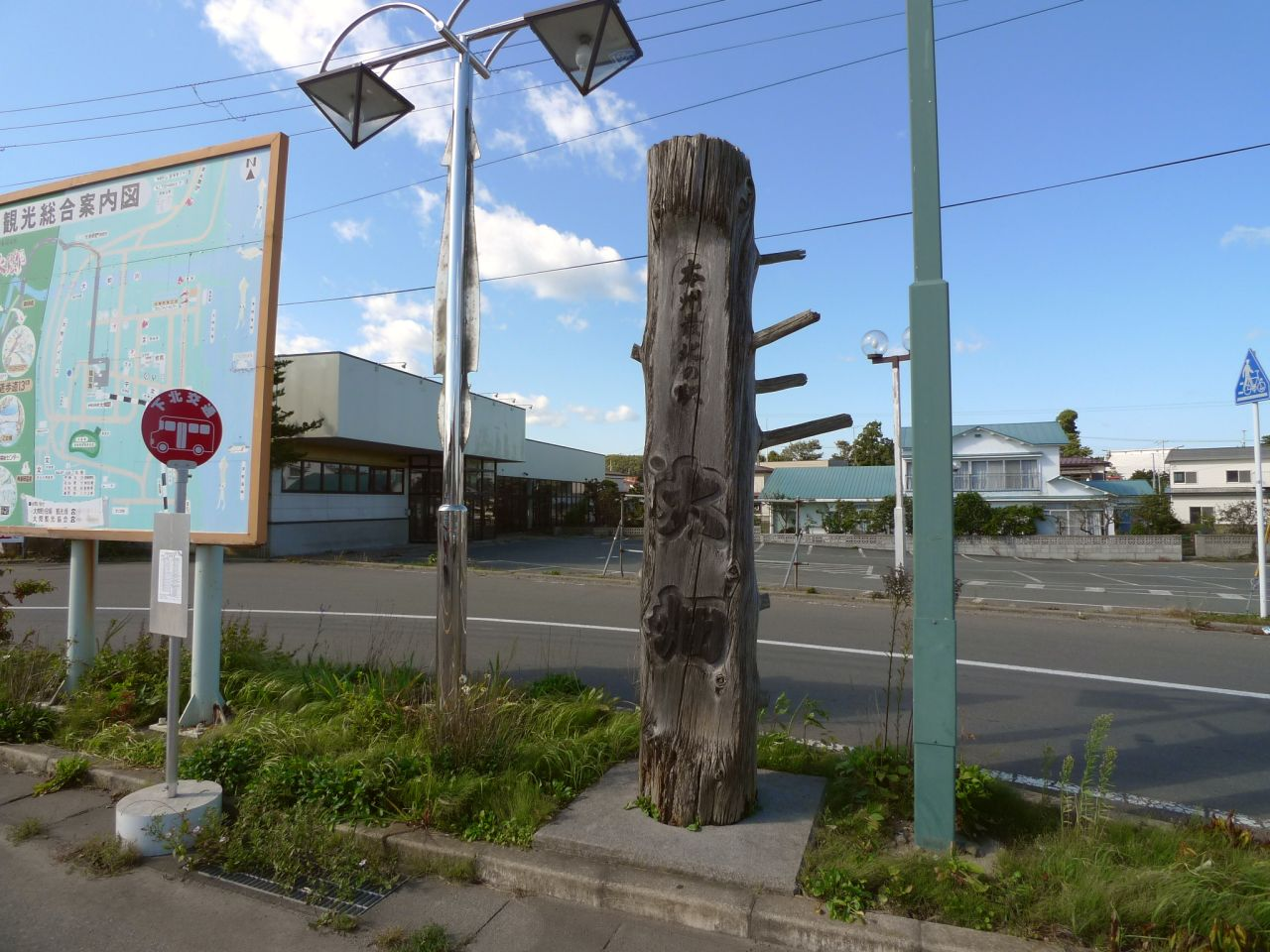
本州最北の駅であったことを示す標柱
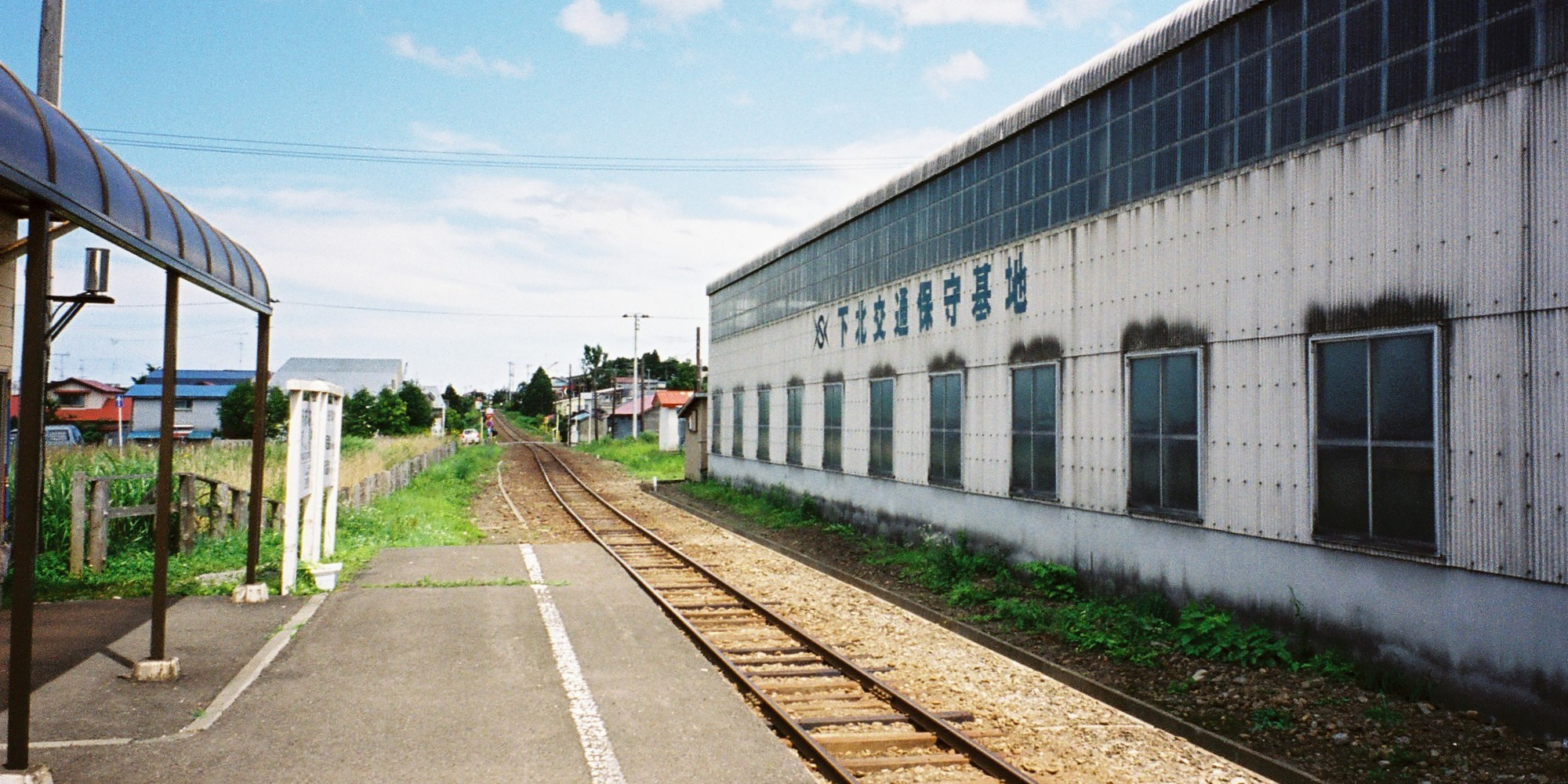
廃止前のホームと車庫。奥が下北方面。
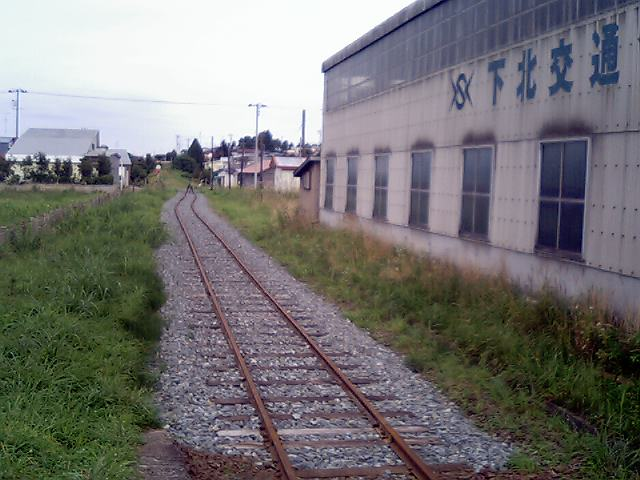
廃止後の線路と車庫。奥が下北方面。

## 隣の駅
下北交通
大畑線
正津川駅 - 大畑駅